# Half-Life 2: Lost Coast
Half-Life 2: Lost Coast (gestileerd als HλLF-LIFE2: LOST COAST) is een aanvullend level voor Half-Life 2. Het is ontwikkeld en uitgegeven door Valve Corporation voor Windows op 27 oktober 2005. Een versie voor Mac OS X en Linux is uitgekomen op 28 juni 2013.

## Plot
Protagonist Gordon Freeman moet een Combine artillerie-lanceerinrichting vernietigen die vanuit een klooster op een nabijgelegen dorpje vuurt. Freeman beklimt een klif aan de kust, terwijl hij onderweg vijandelijke eenheden tegenkomt.

## Ontwikkeling
Lost Coast dient als een technologiedemo voor de HDR-elementen van de Source engine.
Het spel was oorspronkelijk ontwikkeld als een gedeelte in het hoofdstuk Highway 17 voor Half-Life 2, maar werd tijdens de ontwikkeling geschrapt. Als gevolg hiervan ontbreken enkele details in het verhaal in Half-Life 2.

## Ontvangst
Het spel werd overwegend positief ontvangen in recensies. Men prees de details in het spel, waaronder de puzzels en slimme vijanden, het commentaarsysteem en de gedetailleerde graphics. Kritiek was er op de korte speeltijd van het level en de gameplay.
Op GameSpot heeft het spel een verzamelde score van 7,6, gebaseerd op 271 beoordelingen van spelers.